# Gilletinus occidentalis
Gilletinus occidentalis es una especie de coleóptero de la familia Geotrupidae.

## Distribución geográfica
Habita en Irian Jaya (Indonesia).